# Gannicus
Gannicus is een van de hoofdpersonages uit de serie Spartacus: Gods of the Arena, Spartacus: Vengeance en Spartacus: War of the Damned een Amerikaanse televisiereeks. De rol wordt gespeeld door Dustin Clare. Hij speelt een gladiator die als slaaf begon toen hij gekocht werd door zijn eigenaar.

## Verhaal
Gannicus' verhaal wordt niet volledig weergegeven, we ontmoeten hem wanneer hij al zeer lang gladiator is.
Gannicus is de kampioen van de Ludus (gladiatorenhuis) waarin hij zich bevindt. Deze positie bezorgt hem wijn, vrouwen en respect.
Zijn overwinningen zijn zeer bekend onder het volk, maar omdat zijn eigenaar niet erg bekend is, krijgt hij nooit echt waardige tegenstanders.
Wanneer zijn eigenaar, Lentulus Batiatus, naam begint te maken, riskeert hij voor het eerst Gannicus' leven. Hij moet geblinddoekt vechten tegen een waardig tegenstander van een andere Ludus. Hierbij loopt hij veel schade op maar hij wint wel het gevecht.
Pas in de derde aflevering krijgen we voor het eerst een grondig beeld van de gladiatoren en dus ook Gannicus. Zijn beste vriend Oenomaus wordt gepromoveerd tot doctore (gladiatorentrainer). Hij vreest het verlies van de vriendschap van hem en zijn vrouw die als slavin in de Ludus werkt. Hij wordt daarbovenop nog eens teleurgesteld wanneer hij ondervindt dat hij geschrapt is van de Primus (belangrijkste match van een dag).
Het is dankzij de onderscheiding met Oenomaus dat hij begint te beseffen wat hij mist in zijn leven. Hij stopt met drinken en laat geen vrouwen meer langskomen. Hij is verliefd geworden op Melitta, de vrouw van Oenomaus. Wanneer Batiatus zijn Ludus wil promoten, doet hij dit met erotische taferelen. Hierbij wordt Gannicus gedwongen tot geslachtsgemeenschap met Melitta. 
Het leven van Gannicus als gladiator wordt een tijd opzij gezet om zijn persoonlijke situatie nader te verklaren. We krijgen enkel nog een aantal korte gevechten van hem te zien.
Na zijn vrijpartij met Melitta, beseft hij dat de gevoelens ook wederzijds zijn. Hij probeert haar te overtuigen voor hem te kiezen. Zij is beschaamd en bang voor haar man. Wanneer ze uiteindelijk toegeeft, vlak voor het grootste gevecht van Gannicus zijn leven, wordt ze door een ongeluk vergiftigd. 
Gannicus wordt nu een koel persoon en zweert elke overwinning met haar naam te zegenen. Hij komt in een nieuwe arena terecht en vecht er met zijn kompanen tegen een nog groter aantal tegenstanders van een andere Ludus. Hij is de laatst overgeblevene van velen.
Deze overwinning bezorgt hem zijn vrijheid en is meteen het einde van het verhaal.

## Stijl van vechten
Gannicus vecht met twee zwaarden, een in elke hand. Hij draagt weinig bescherming om snel te kunnen bewegen. Zijn troeven zijn dan ook zijn flexibiliteit en snelheid.
Vaak is hij overmoedig, tot groot genoegen van de menigte. Hij speelt dan ook met zijn tegenstanders.